# B2 First
B2 First – jeden z certyfikatów znajomości języka angielskiego na poziomie średnio zaawansowanym wyższym (upper intermediate). Do 1975 świadectwo nosiło nazwę University of Cambridge Lower Certificate in English, a potem First Certificate in English (FCE). Egzamin może zdawać osoba, której językiem ojczystym nie jest język angielski. 
Świadectwo wydawane jest bezterminowo przez University of Cambridge Local Examinations Syndicate na podstawie testu złożonego z czterech części:
- Reading and use of English – czytanie ze zrozumieniem i test gramatyczny z zastosowania struktur językowych (1 h 15 min)
- Writing – pisanie (1 h 20 min)
- Listening – słuchanie (40 min)
- Speaking – mówienie  (ok. 14 min na 1 parę kandydatów)

Reading and use of English stanowi 40% wyniku, pozostałe części mają wagę 20%. 
Oceny z egzaminu wyliczane są z ogólnej liczby punktów. Oznacza to, że niezaliczenie jednej części egzaminu nie wyklucza zdania całego egzaminu. Z egzaminu można uzyskać trzy oceny pozytywne potwierdzające zdanie egzaminu FCE, wskazanie, że student jest na poziomie B1 oraz ocenę negatywną.
- ocena A - 80% - 100% (180 punktów i więcej), poziom C1 wg CEFR
- ocena B - 75% - 79% 173-179 punktów), poziom B2 wg CEFR
- ocena C - 60% - 74% (160-172 punktów), poziom B2 wg CEFR
- Poziom B1 wg CEFR - 45% - 59% (140-159 punktów)
- ocena negatywna - 44% i poniżej[3]

Egzamin jest organizowany w trzech sesjach – wiosennej (marzec), letniej (maj–czerwiec) i zimowej (listopad–grudzień) i w Polsce jest organizowany przez British Council w Warszawie oraz przez jego filie w kilku innych miastach Polski. Egzamin FCE, tak jak inne egzaminy tego typu, jest płatny.